# Saint-Pierre-du-Mesnil
Saint-Pierre-du-Mesnil è un ex comune francese di 111 abitanti situato nel dipartimento dell'Eure, nella regione della Normandia. Dal 1º gennaio 2016 è stato incorporato con altri 15 comuni per formare il nuovo comune di Mesnil-en-Ouche, divenendo comune delegato.

## Società

### Evoluzione demografica
Abitanti censiti